# Cociv
COCIV - Consorzio Collegamenti Integrati Veloci è un consorzio nato nel 1991 per la progettazione e la costruzione della Linea Ferroviaria ad Alta Velocità Tortona/Novi Ligure Genova.

## Storia
Cociv nasce il 3 dicembre 1991, partecipato da Ferruzzi-Montedison (tramite Gambogi con il 20% e Tecnimont con il 5%), Grassetto Costruzioni con il 25%, Edistra con il 25%, Itinera con il 20%, Cer 3% e Civ 2%.
Nel 1992 sigla con TAV S.p.A. la convenzione per la progettazione e la realizzazione della linea ad alta velocità Milano-Genova, detta anche Terzo Valico dei Giovi.
Nel 1996 Itinera di Marcello Gavio incorpora Grassetto Costruzioni di Salvatore Ligresti, salendo al 45% delle quote.
Nel 1997 Impregilo rileva le quote di Itinera, entrando nel consorzio.
Arriviamo nei primi anni Duemila quando a seguito delle vicissitudini di alcuni soci, troviamo Tecnimont al 50.5% ed Impregilo al 44.5%. Con il 2003 Tecnimont cede la sua partecipazione a Impregilo, per 39 milioni di euro, che si ritrova alla guida di Cociv con il 95%.
L'anno successivo Società Italiana per Condotte d'Acqua entra nel consorzio acquistando il 24% da Impregilo, salendo fino al 31% negli anni seguenti.
Con Legge 40/2007 viene revocata la concessione a Cociv stipulata con TAV nel 1991 perché affidata senza gara. Cociv promuove ricorso al Tar del Lazio avverso la decisione del Governo con il tribunale che rimanda gli atti alla Corte di Giustizia Europea.
L'Avvocato della Corte di Giustizia Europea riconosce la legittimità degli atti del Governo, per cui Cociv promuove un arbitrato contro RFI per il risarcimento dei danni subiti che si conclude nel 2010 quando le parti siglano l'accordo per la ripresa delle attività di progettazione ed esecuzione lavori, anche sulla scorta della Legge 133/2008 che ha abrogato la normativa precedente.
Ad oggi è composto da Salini-Impregilo (64%), Società Italiana Condotte d'Acqua (31%), Collegamenti Integrati Veloci - CIV (5%).